# Кути Другі
Кути́ Другі — село в Україні, у Семенівській міській громаді Новгород-Сіверського району Чернігівської області. Населення становить 228 осіб. До 2017 орган місцевого самоврядування — Семенівська міська рада.

## Історія
12 червня 2020 року, відповідно до Розпорядження Кабінету Міністрів України № 730-р «Про визначення адміністративних центрів та затвердження територій територіальних громад Чернігівської області», увійшло до складу Семенівської міської громади.
19 липня 2020 року, після ліквідації Семенівського району, село увійшло до Новгород-Сіверського району.
Із 2022 року, з початку війни Росії проти України, село зазнавало обстрілів. Так у травні 2024 року село було обстріляно російськими військами. Один житель був поранений, у будинках повилітали шибки.